# Forsthöfe
Forsthöfe ist eine Wüstung auf dem Gemeindegebiet von Wassertrüdingen im Landkreis Ansbach (Mittelfranken, Bayern). Forsthöfe lag in der Gemarkung Reichenbach.

## Geografie
Die ehemalige Einöde befand sich gute 2 km westsüdwestlich von Wassertrüdingen auf einer Höhe von 424 m ü. NHN. Sie war unmittelbar von Feldern umgeben, im Westen Kugelmüller Schlag genannt, im Nordwesten Storchennest, im Norden Neubruch, im Nordosten Unterfeld und im Osten Mittel- und Oberfeld. Im Süden grenzten die Waldgebiete Kugelmühlerschlag und Forsthöferschlag an. Heute ist das ehemalige Ortsgebiet bewaldet. Der Flurname Forstwiesen erinnert noch an den Ort, eine offene Flur, die im Norden von der Wörnitz begrenzt wird und im Süden vom Forstgraben, einem rechten Zufluss der Wörnitz.

## Geschichte
Forsthöfe lag im Fraischbezirk des oettingen-spielbergischen Oberamt Aufkirchen, was jedoch vom ansbachischen Oberamt Wassertrüdingen bestritten wurde. Gegen Ende des 18. Jahrhunderts bestand der Ort aus einem alten und einem neuen Forsthof und einem Jägerhaus. Das Jägerhaus unterstand Oettingen-Spielberg direkt, die beiden Forsthöfe hatten das oettingen-spielbergische Vogtamt Hirschbrunn als Grundherrn. Der neue Forsthof wurde 1740 erbaut und mit Feldlehen des verkauften und zerschlagenen Anteils des sogenannten Deibler-Hofs (s. Stahlhöfe) bestückt.
Infolge des Gemeindeedikts wurde Forsthöfe 1809 dem Steuerdistrikt und der Ruralgemeinde Fürnheim zugeordnet. 1818 erfolgte die Umgemeindung in die neu gebildete Ruralgemeinde Reichenbach. Zu beiden Anwesen gehörten rund 36 ha Acker- und Grünflächen. In den 1870er Jahren wurde der Ort bereits nicht mehr erwähnt.

## Einwohnerentwicklung
| Jahr      | 001818 | 001836 | 001861 |
| Einwohner | 20     | 31     | 13     |
| Häuser    | 2      | 2      |        |
| Quelle    | [ 7 ]  | [ 8 ]  | [ 9 ]  |

## Religion
Die Protestanten waren nach St. Nikolaus (Dornstadt) gepfarrt, die Katholiken nach Mariä Himmelfahrt (Hirschbrunn).